# Tchads statsoverhoveder
Dette er en liste over Tchads statsoverhoveder.
| Navn                     | Embedsperiode                         | Titel                                             |
| ------------------------ | ------------------------------------- | ------------------------------------------------- |
| François Tombalbaye      | 11. august 1960 – 23. april 1962      | Statschef                                         |
| François Tombalbaye      | 23. april 1962 – 30. august 1973      | Præsident (skiftede navn til N'Garta Tombalbaye)  |
| N'Garta Tombalbaye       | 30. august 1973 – 13. april 1975      | Præsident                                         |
| Noël Milarew Odingar     | 13. april 1975 – 15. april 1975       | Interimsstatschef                                 |
| Félix Malloum            | 15. april 1975 – 12. maj 1975         | Ordfører i det højere militærråd                  |
| Félix Malloum            | 12. maj 1975 – 29. august 1978        | Statschef                                         |
| Félix Malloum            | 29. august 1978 – 23. marts 1979      | Præsident                                         |
| Goukouni Oueddei         | 23. marts 1979 – 29. april 1979       | Ordfører i det provisoriske statsråd              |
| Lol Mohamed Shawa        | 29. april 1979 – 3. september 1979    | Præsident i den nationale overgangsregering       |
| Goukouni Oueddei         | 3. september 1979 – 10. november 1979 | Ordfører i den provisoriske administrative komité |
| Goukouni Oueddei         | 10. november 1979 – 7. juni 1982      | Præsident i den nationale overgangsregering       |
| Hissène Habré            | 7. juni 1982 – 19. juni 1982          | Ordfører i de nordlige bevæbnede styrkers ledelse |
| Hissène Habré            | 19. juni 1982 – 21. oktober 1982      | Ordfører i statsrådet                             |
| Hissène Habré            | 21. oktober 1982 – 2. december 1990   | Præsident                                         |
| Jean Alingue Bawoyeu     | 1. december 1990 – 2. december 1990   | Stedsfortrædende præsident                        |
| Idriss Déby              | 2. december 1990 – 4. december 1990   | Præsident for den patriotiske befrielsesbevægelse |
| Idriss Déby              | 4. december 1990 – 4. marts 1991      | Statschef                                         |
| Idriss Déby              | 4. marts 1991 – 2021                  | Præsident                                         |
| Mahamat Idriss Déby Itno | 2021 –                                | Præsident                                         |